# Raibu Katayama
Raibu Katayama (jap. 片山 來夢, Katayama Raibu; * 4. Mai 1995 in Yaizu) ist ein japanischer Snowboarder. Er startet in der Disziplin Halfpipe.

## Werdegang
Katayama nimmt seit 2011 an Wettbewerben der TTR World Snowboard Tour teil. Dabei holte er im Februar 2011 bei den NSBA Snowboarding Championships in Gujo seinen ersten Sieg. Im Januar 2013 kam er bei der U.S. Revolution Tour in Northstar-at-Tahoe auf den zweiten Rang. 2014 und 2016 wurde er japanischer Meister in der Disziplin Halfpipe. Im selben Jahr siegte er bei den NSBA Snowboarding Championships in Meiho im Halfpipe- und im Slopestyle-Wettbewerb und errang den zweiten Platz bei den JSBA Snowboarding Championships in Nango. Sein Weltcupdebüt hatte er im Dezember 2014 in Copper Mountain, welches er auf dem 23. Platz beendete. Bei den Snowboard-Weltmeisterschaften 2015 am Kreischberg belegte er den 16. Platz. Zu Beginn der Saison 2015/16 holte er in Cardrona seinen ersten Weltcupsieg. Im weiteren Saisonverlauf belegte er den 18. Platz bei den Laax Open in Laax und den zehnten Rang bei den Burton US Open. Im Februar 2016 wurde er Dritter beim Weltcup in Sapporo und erreichte zum Saisonende den siebten Platz im Freestyle-Weltcup und den zweiten Rang im Halfpipe-Weltcup. In der Saison 2017/18 erreichte er mit drei Top-Zehn-Platzierungen bei vier Weltcupstarts, darunter Platz zwei im Secret Garden Resort, den siebten Platz im Freestyle-Weltcup und den dritten Platz im Halfpipe-Weltcup. Zudem errang er den zweiten Platz bei den Burton US Open. Bei den Winter-X-Games 2018 in Aspen wurde er Sechster und bei den Olympischen Winterspielen 2018 in Pyeongchang Siebter.
In der folgenden Saison kam Katayama bei den Winter-X-Games 2019 auf den neunten Platz und bei den Snowboard-Weltmeisterschaften 2019 in Park City auf den 12. Platz. Anfang März 2019 wurde er bei den Burton US Open in Vail Zweiter. In der Saison 2020/21 erreichte er beim Weltcup in Aspen den zweiten Platz und zum Saisonende den neunten Platz im Freestyle-Weltcup und den dritten Rang im Halfpipe-Weltcup. Bei den Snowboard-Weltmeisterschaften 2021 wurde er Neunter.